# يحيا الحب (فلم)
يحيا الحب هو الفيلم الثالث لمحمد عبد الوهاب، وأول فيلم تظهر فيه ليلى مراد، فيه قصيدة واحدة من تأليف محمود أبو الوفا وهي عندما يأتي المساء، وغناها عبد الوهاب، أما باقي الأغاني فهي من تأليف أحمد رامي، وهي:
- أحب عيشة الحرية.
- يا دنيا يا غرامي.
- يا وابور قولّي.
- الظلم ده كان ليه.
- يادي النعيم، غناء: محمد عبد الوهاب وليلى مراد.
- طال انتظاري لوحدي، غناء: محمد عبد الوهاب وليلى مراد
- يا قلبي مالك كده حيران، غناء: ليلى مراد
- يا ما أرق النسيم، غناء: ليلى مراد
- البرتقال، مع رئيسة عفيفي.

## روابط خارجية
- مقالات تستعمل روابط فنية بلا صلة مع ويكي بيانات